# Fred-Jay-Preis
Der Fred-Jay-Preis ist ein seit 1989 verliehener Preis für deutschsprachige Liedtexter. Er erinnert an den österreichischen Textdichter Fred Jay (1914–1988) und wurde von seiner Witwe Mary Jay-Jacobson gestiftet. Die Auszeichnung ist mit 15.000 Euro dotiert und wird unter der Schirmherrschaft der GEMA-Stiftung an Künstler vergeben, die im Bereich des populären deutschsprachigen Liedes Erfolge verzeichnen und die sich um die Schaffung und Förderung deutscher Texte verdient machen. Es ist nicht möglich, sich selbst zu bewerben.

## Die Jury
Die Jury des Fred-Jay-Preises setzt sich aus ehemaligen Preisträgern zusammen: Kim Fisher und Dota Kehr sowie Johannes Oerding, Diane Weigmann und Jurysprecher Tobias Reitz.

## Preisträger
- 1989: Jule Neigel
- 1990: Rio Reiser
- 1991: Hartmut Engler
- 1992: Pe Werner
- 1993: Wiebke Schröder
- 1994: Burkhard Brozat
- 1995: Heike Neumeyer
- 1996: Bruno Jonas
- 1997: Kim Fisher und Karin Kuschik
- 1998: Alexander M. Helmer
- 1999: Die Prinzen
- 2000: Heinz Rudolf Kunze
- 2001: Ayman und sein Team
- 2002: Claudia Jung
- 2003: Xavier Naidoo
- 2004: Nena
- 2005: Peter Maffay[3]
- 2006: Silbermond
- 2007: Rosenstolz
- 2008: Roger Cicero
- 2009: Katja Ebstein
- 2010: Frank Ramond
- 2011: Clueso
- 2012: Anna Depenbusch
- 2013: Cäthe
- 2014: Dota Kehr
- 2015: Marcel Brell
- 2016: Die Fantastischen Vier
- 2017: Johannes Oerding[4]
- 2018: Inga Humpe
- 2019: Mark Forster
- 2020: Tobias Reitz
- 2021: Kristina Bach
- 2022: Axel Bosse
- 2023: Judith Holofernes
- 2024: Joy Denalane und Max Herre
- 2025: Bodo Wartke